# Saturn-Award-Verleihung 1983
Die 10. Saturn-Award-Verleihung fand am 30. Juli 1983 statt.
Erfolgreichste Produktion mit fünf Auszeichnungen wurde E.T. – Der Außerirdische.

## Nominierungen und Gewinner

### Film
| Kategorie                   | Preisträger                   | Film                                   | Nominierungen |
| --------------------------- | ----------------------------- | -------------------------------------- | --- |
| Bester Science-Fiction-Film |                               | E.T. – Der Außerirdische               | Blade Runner Der schleichende Tod Star Trek II: Der Zorn des Khan Tron |
| Bester Horrorfilm           |                               | Poltergeist                            | Creepshow Das Mörderspiel Das Ding aus dem Sumpf Das Ding aus einer anderen Welt |
| Bester Fantasyfilm          |                               | Der dunkle Kristall                    | Conan der Barbar Mrs. Brisby und das Geheimnis von NIMH Talon im Kampf gegen das Imperium Der Typ mit dem irren Blick |
| Bester ausländischer Film   |                               | Mad Max II – Der Vollstrecker          | Die Kettenreaktion Die Klasse von 1984 Das Haus der Verdammten Maniac 2 – Love to Kill |
| Bester Low Budget-Film      |                               | Tanz der Teufel                        | Der Android Eating Raoul Mutant – Das Grauen im All One Dark Night |
| Bester Animationsfilm       |                               | Mrs. Brisby und das Geheimnis von NIMH | Space Firebird Das letzte Einhorn Herrscher der Zeit Tron |
| Beste Regie                 | Nicholas Meyer                | Star Trek II: Der Zorn des Khan        | Ridley Scott für Blade Runner Steven Spielberg für E.T. – Der Außerirdische George Miller für Mad Max II – Der Vollstrecker Tobe Hooper für Poltergeist |
| Bestes Drehbuch             | Melissa Mathison              | E.T. – Der Außerirdische               | Jay Presson Allen für Das Mörderspiel Terry Hayes, George Miller & Brian Hannant für Mad Max II – Der Vollstrecker Jack B. Sowards für Star Trek II: Der Zorn des Khan Albert Pyun, Tom Karnowski & John V. Stuckmeyer für Talon im Kampf gegen das Imperium |
| Beste Spezialeffekte        | Carlo Rambaldi Dennis Muren   | E.T. – Der Außerirdische               | Douglas Trumbull & Richard Yuricich für Blade Runner Roy Field & Brian Smithies für Der dunkle Kristall Tom Campbell, Bill Conway, John Carl Buechler & Steve Neill für Mutant – Das Grauen im All Rob Bottin für Das Ding aus einer anderen Welt            |
| Beste Musik                 | John Williams                 | E.T. – Der Außerirdische               | Basil Poledouris für Conan der Barbar Ken Thorne für Das Haus der Verdammten Jerry Goldsmith für Poltergeist David Whitaker für Talon im Kampf gegen das Imperium                                                                                            |
| Bestes Kostüm               | Eloise Jensson Rosanna Norton | Tron                                   | John Bloomfield für Conan der Barbar Norma Moriceau für Mad Max II – Der Vollstrecker Robert Fletcher für Star Trek II: Der Zorn des Khan Christine Boyar für Talon im Kampf gegen das Imperium                                                              |
| Bestes Make-Up              | Dorothy J. Pearl              | Poltergeist                            | José Antonio Sanchez für Conan der Barbar Sue Dolph für Mutant – Das Grauen im All Hatsuo Nagatomo für Das Haus der Verdammten Werner Keppler & James Lee McCoy für Star Trek II: Der Zorn des Khan                                                          |
| Bester Hauptdarsteller      | William Shatner               | Star Trek II: Der Zorn des Khan        | Christopher Reeve für Das Mörderspiel Henry Thomas für E.T. – Der Außerirdische Mel Gibson für Mad Max II – Der Vollstrecker Lee Horsley für Talon im Kampf gegen das Imperium                                                                               |
| Beste Hauptdarstellerin     | Sandahl Bergman               | Conan der Barbar                       | Nastassja Kinski für Katzenmenschen Mary Woronov für Eating Raoul Susan George für Das Haus der Verdammten JoBeth Williams für Poltergeist |
| Bester Nebendarsteller      | Richard Lynch                 | Talon im Kampf gegen das Imperium      | Rutger Hauer für Blade Runner Roddy McDowall für Die Klasse von 1984 Bruce Spence für Mad Max II – Der Vollstrecker Walter Koenig für Star Trek II: Der Zorn des Khan                                                                                        |
| Beste Nebendarstellerin     | Zelda Rubinstein              | Poltergeist                            | Irene Worth für Das Mörderspiel Dee Wallace-Stone für E.T. – Der Außerirdische Filomena Spagnuolo für Maniac 2 – Love to Kill Kirstie Alley für Star Trek II: Der Zorn des Khan                                                                              |
| Bestes Filmplakat           | John Alvin                    | E.T. – Der Außerirdische               | Johann Costello für Creepshow Richard Amsel für Der dunkle Kristall Edd Riveria für Halloween III Gerald Scarfe für Pink Floyd – The Wall |

### Ehrenpreise
| Kategorie         | Preisträger     | Film | Nominierungen |
| ----------------- | --------------- | ---- | ------------- |
| Posthumous Award  | Buster Crabbe   |      |               |
| Life Career Award | Martin B. Cohen |      |               |